# Der undankbare Sohn
Der undankbare Sohn ist ein Märchen (ATU 980D). Es steht in den Kinder- und Hausmärchen der Brüder Grimm an Stelle 145 (KHM 145) und stammt aus Johannes Paulis Sammlung Schimpf und Ernst (dortiger Titel: Einer trug ein Krot am Antlit).

## Inhalt
Ein Mann versteckt den Hühnerbraten, als sein Vater kommt. Als er ihn wieder nehmen will, ist es eine Kröte, die ihm ins Gesicht springt. Die muss er fortan füttern, sonst frisst sie aus seinem Gesicht.

## Erläuterung
Neben der moralischen Lehre (4. Gebot) beinhaltet die Geschichte eine typische Charakteristik der Kröte und des Geizigen: „wenn sie jemand wegtun wollte, sah sie ihn giftig an“ … „und also ging er ohne Ruhe in der Welt hin und her.“ Vgl. KHM 185 Der arme Junge im Grab, Ludwig Bechsteins Der undankbare Sohn, Jeremias Gotthelfs Novelle Die schwarze Spinne.

## Herkunft

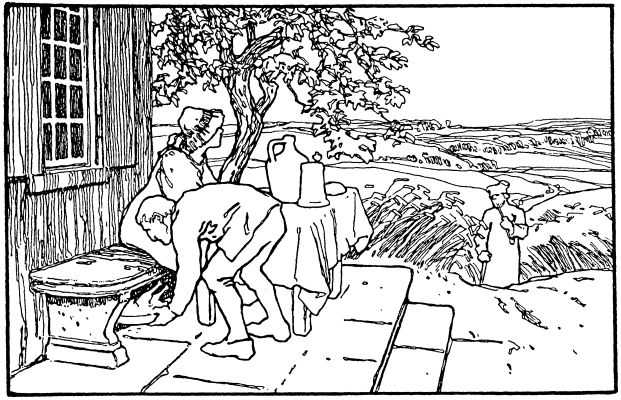
Illustration von Otto Ubbelohde, 1909

Die Brüder Grimm übernahmen das Märchen aus Johann Paulis Schimpf und Ernst (Kapitel 413) in ihre Kinder- und Hausmärchen ab dem 2. Teil der 1. Auflage von 1815 (da Nr. 59), indem sie es sprachlich modernisierten. Es entfiel die Bemerkung, dass der Sohn seine Frau und Gut dem Vater verdankte, und dass ein Heiliger ihn zuletzt gesund betet. Ihre Anmerkung nennt die Quelle bei Pauli und vergleicht KHM 78 Der alte Großvater und der Enkel, ferner einen Text bei Thomas von Cantimpré, bei Büsching „in Schlegels Museum (4, 32. 33)“, Johann Geiler von Kaysersbergs Evangelia mit Auslegung „(Straßb. 1517) Bl. 195–196.“
Die Tradition vorliegenden Erzähltyps ATU 980 D beginnt mit Exempeltexten im 13. Jahrhundert: Eine Predigt Caesarius von Heisterbachs, auch im Dialogus miraculorum (6, 22; zwischen 1219 und 1223), eine 299-versige Erzählung der französischen Vie des pères (um 1230), in Étienne de Bourbons Tractatus de diversis materiis predicabilibus (163; 1250–61), Thomas Cantipratanus‘ Bonum universale de apibus (2, 7, 4) und Bonaventuras Collationes de decem preceptis (5). Die Kröte zeigt in Exempla oft Habgier an. Besonders Caesarius von Heisterbachs und Thomas Cantipratanus‘ Fassung lebten weiter in Exempel- und Predigtbüchern wie Johannes Gobis Scala coeli (534), der Compilatio singularis exemplorum, John Bromyards Summa predicantium (5, 35), im Großen Seelentrost (12), Johannes Herolts Sermones de tempore (24) und Promptuarium exemplorum, im Speculum exemplorum (5, 34) und Magnum speculum exemplorum, Pelbárt von Temesvárs Sermones (175), später auch in Martin Luthers Tischreden, protestantischen Predigtbüchern sowie Erzählsammlungen wie Hans Wilhelm Kirchhofs Wendunmuth (5, 110), Willibald Kobolts Schertz und Ernst beysammen, Simon Goularts Histoires admirables et memorables de nostre temps oder eben Paulis Schimpf und Ernst, aber auch als Lied oder Ballade.
Auch laut Hans-Jörg Uther erscheint eine Kröte als lebenslanger, unfreiwilliger Begleiter schon in Stephan von Bourbons Tractatus de diversis materiis praedicabilibus um 1256/61.